# Новий собор в Лінці

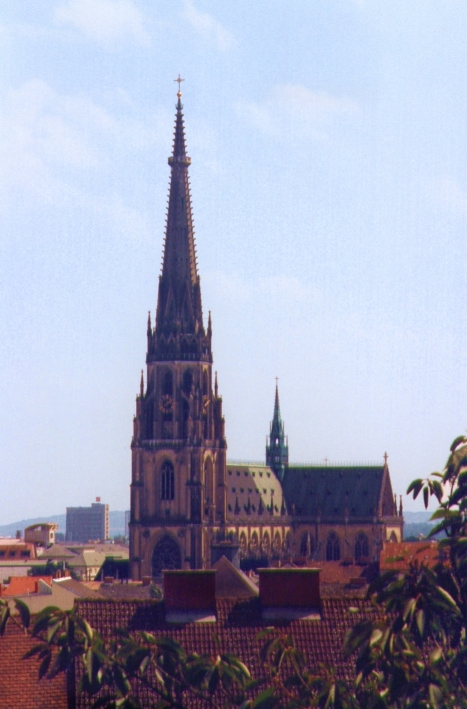
Собор Непорочного зачаття Пресвятої Діви Марії (Лінц, Австрія).

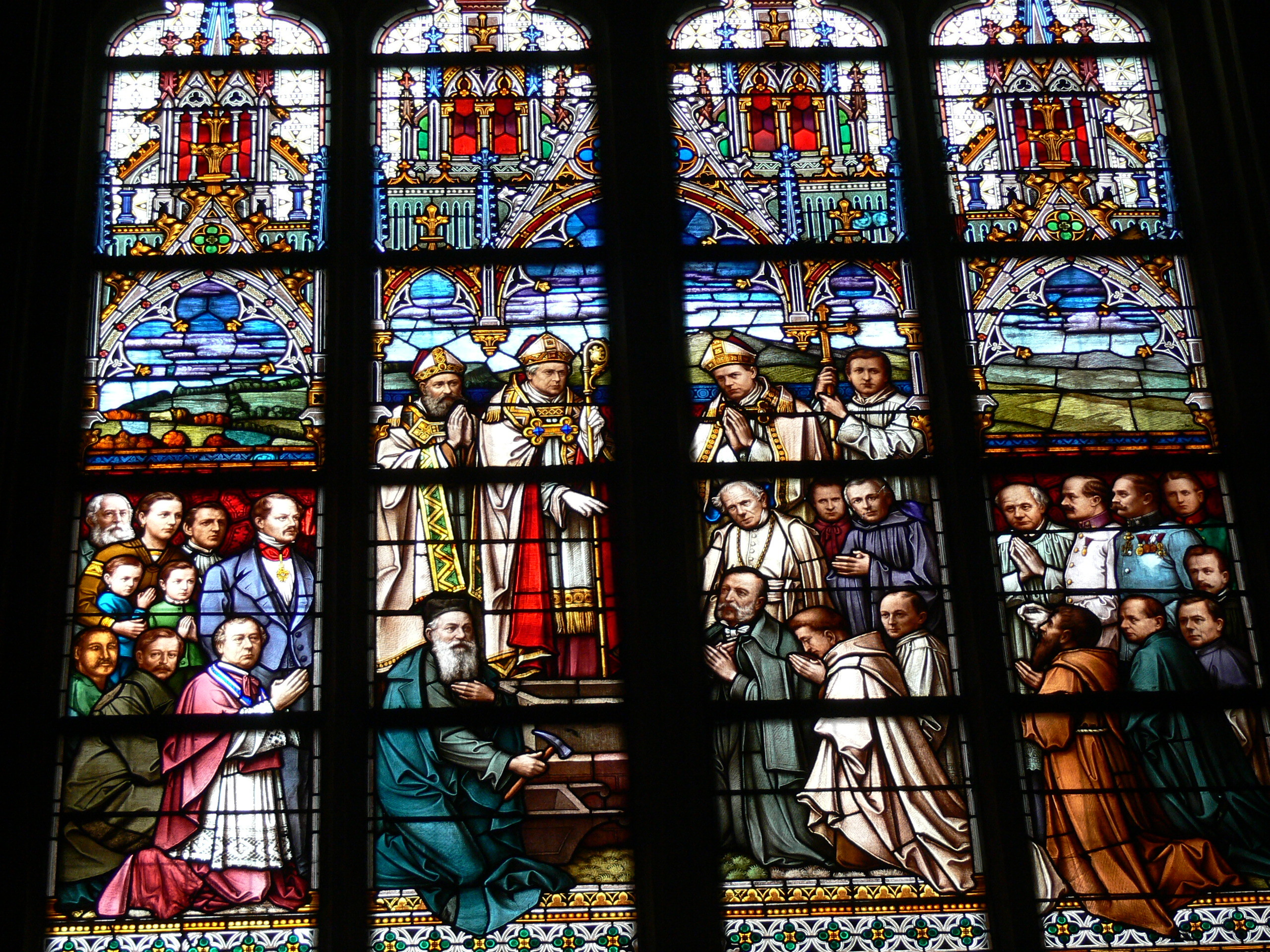
Вітражі собору

Новий собор або Собор Непорочного зачаття Пресвятої Діви Марії (нім. Maria-Empfängnis-Dom) — католицька церква, розташована в місті Лінц (Австрія) й освячена на честь свята Непорочного зачаття Діви Марії; кафедральний собор єпархії Лінца. Найбільша церковна будівля в Австрії (місткість — до 20 000 осіб).

## Історія та опис
Будівництво церкви Непорочного зачаття Пресвятої Діви Марії ініціював у 1855 році єпископ Франц Йозеф Рудигер. У 1862 році було закладено перший камінь; в 1924 році храм був освячений єпископом Йоганнесом Марія Гфелльнером. Церква побудована в готичному стилі.
Спочатку, згідно з проектом, був запланований вищий шпиль, але архітекторові не дозволили побудувати вежу вищою, ніж південна вежа собору Святого Стефана у Відні. Вежа собору Непорочного зачаття Пресвятої Богородиці в Лінці має висоту 135 м, що на 1 м 44 см нижче віденського собору.
Вітражі собору містять портрети різних осіб, які фінансували будівництво храму. Особливо примітний вітраж з історією міста Лінц. Під час Другої світової війни були пошкоджені деякі вітражі, особливо в південній частині собору, однак вони не були відновлені в первісному вигляді й були замінені вітражами сучасного мистецтва.